# Helmut Hasse (Fußballspieler)
Helmut Hasse (* 24. Mai 1925) ist ein ehemaliger deutscher Fußballspieler.

## Werdegang
Der Stürmer stieß in den 1940er Jahren zu Arminia Bielefeld. Zur Saison 1947/48 verstärkte er den DSC in der Bezirksliga Westfalen. „Hasse, ein Mann von wuchtiger Erscheinung, erwies sich schon in den Vorbereitungsspielen als echter Knipser. Mit dem 'Tank' im Angriff war Arminia in der Vorrunde nicht zu stoppen. Mit 21:1-Punkten und 51:17-Toren führten sie souverän die Hinrundentabelle an. Am Rundenende standen für die Arminen 41:3-Punkte mit 112:29-Toren in der Tabelle zu Buche. Wegen Verstoß gegen die „Zonenregelung“ (Einsatz des von Chemnitz West gekommenen Spielers Helmut Ullmann) – wurde dem DSC nachträglich 14 Punkte abgezogen.“ Mit der Arminia wurde er im Jahre 1949 Westfalenmeister und stieg in die seinerzeit erstklassige Oberliga West auf. Beim entscheidenden 1:0-Sieg am 17. Juli 1949 in Münster gegen den VfL Witten erzielte Hasse das Tor des Tages per Kopf. In der folgenden Oberligasaison 1949/50 erzielte Hasse in 26 Spielen acht Tore, konnte den Abstieg seiner Mannschaft als Vorletzter nicht verhindern. Persönlicher Höhepunkt war für Hasse der 4:2-Heimerfolg am 4. Dezember 1949 gegen den FC Schalke 04, als ihm gegen Gästetorhüter Heinrich Kwiatkowski drei Treffer gelangen. Auch beim 2:1-Heimerfolg am 16. April 1950 mit 2:1 Toren gegen den 1. FC Köln bewies der Mittelstürmer in den Duellen gegen Spielertrainer Hennes Weisweiler – Mittelläufer der „Geißbockelf“ – mit einem Treffer seine Torgefährlichkeit.
Hasse wechselte im Sommer 1950 für zwei Jahre zum Süd-Oberligisten FSV Frankfurt. Bei der Elf vom Bornheimer Hang debütierte der Angreifer am 20. August 1950 bei einer 1:5-Auswärtsniederlage beim Karlsruher Stadtteilclub VfB Mühlburg in der Oberliga Süd und erzielte den Ehrentreffer für den FSV. An der Seite von Mitspielern wie Willi Rado (Torhüter), Otto Dehm, Werner Niebel, Philipp Nold, Erich Dziwoki und Richard Herrmann absolvierte er 1950/51 19 Ligaspiele und erzielte zehn Tore. Der FSV belegte den fünften Rang und war damit drei Plätze vor dem Lokalrivalen Eintracht Frankfurt platziert. In seiner zweiten Saison in Frankfurt kam er in 18 weiteren Oberligaeinsätzen auf drei Treffer.
Im Jahre 1952 folgte der Wechsel zu Schwarz-Weiß Essen. Für die Essener absolvierte er 69 Oberligaspiele und erzielte dabei 19 Tore. Er debütierte am 28. September 1952 bei einem 6:2-Heimerfolg gegen die Spfr. Katernberg im Oberligateam von ETB als rechter Verteidiger im damaligen WM-System. In den Lokalderbys gegen die Rot-Weissen von der Hafenstraße, RW Essen, erlebte Hasse an am 28. Dezember 1952 eine 1:8-Niederlage sowie am 8. Februar 1953 beim Heimspiel einen 4:2-Erfolg. Bei der deutlichen Niederlage hatte er als Mittelstürmer den Ehrentreffer erzielt, beim Heimerfolg vor 20.000 Zuschauern bekämpfte er als rechter Verteidiger Nationalstürmer Bernhard Termath am linken Flügel. Reinhold Jackstell erzielte wie Kurt Zaro zehn Tore. Als zur Saison 1953/54 mit Edmund Kasperski, Adolf Knoll, Alfred Mikuda und Hubert Schieth vier Verstärkungen den Weg an den Uhlenkrug gefunden hatten, platzierte sich SWE auf den 6. Rang der Schlusstabelle. RWE wurde Vizemeister. Als die Mannen um Fritz Herkenrath, Heinz Wewers und Helmut Rahn 1955 die Deutsche Meisterschaft gewannen, traf Hasse in 17 Einsätzen zehn Mal in das gegnerische Tor. In seiner letzten Saison, 1955/56, kam er nur noch in den drei Spielen gegen den 1. FC Köln, Borussia Mönchengladbach und Borussia Dortmund zum Einsatz. Karl-Heinz Gommans, Karlheinz Mozin, Hans Zerres, Heinz Skowronski sowie Kasperski und Schieth waren die Stammspieler der Runde.
Ab 1956 ließ er seine Karriere beim Essener Amateurverein DJK Kray ausklingen.